# Jurij Tepeš
Jurij Tepeš (Liubliana, Yugoslavia, 14 de febrero de 1989) es un deportista esloveno que compitió en salto en esquí. Su padre, Miran Tepeš, también compitió en salto en esquí.
Ganó una medalla de bronce en el Campeonato Mundial de Esquí Nórdico de 2011, en el trampolín grande por equipos. Participó en los Juegos Olímpicos de Sochi 2014, ocupando el quinto lugar en la prueba por equipos.

## Palmarés internacional
| Campeonato Mundial | Campeonato Mundial | Campeonato Mundial | Campeonato Mundial |
| Año                | Lugar              | Medalla            | Prueba             |
| ------------------ | ------------------ | ------------------ | ------------------ |
| 2011               | Oslo (Noruega)     | Medalla de bronce  | TG por equipos     |